# Hans Kaufmann (Regisseur, 1991)
Hans Kaufmann (* 1991 in Zürich) ist ein Schweizer Regisseur, Drehbuchautor und Filmproduzent. Sein Werk umfasst Werbefilme, Kurzfilme und mit Der Büezer seinen ersten Spielfilm.

## Leben
Hans Kaufmann wurde 1991 in Zürich geboren. Dort besuchte er von 2003 bis 2009 die Kantonsschule Wiedikon und studierte von 2010 bis 2014 an der Zürcher Hochschule der Künste. Das Studium schloss er mit einem Bachelor of Arts in Film ab. Seither arbeitet er als freischaffender Künstler für Werbe- und Auftragsfilme, etwa für die Vogue, das Modelabel Michael Kors oder Migros.
2019 erschien Kaufmanns Spielfilm-Debüt Der Büezer (der Arbeiter). Der Film handelt von dem jungen Handwerker Patrick «Sigi» Signer (Joel Basman) und spielt in Zürich. Dabei werden unter anderem Themen wie der Bedeutungsverlust von Handwerkern in Zürich, Liebe, Männlichkeit, Einsamkeit, Religion und auch soziale Ungleichheiten verarbeitet. Das Werk kann auch als Charakter- und Milieustudie betrachtet werden sowie als Hommage an das Zürcher Arbeiterviertel Kreis 4. Sein Augenmerk lag dabei auf Authentizität. Kaufmann besuchte Baustellen, verkehrte und filmte Gespräche im Milieu, die er teils als Grundlage für die im Dialekt verfassten Dialoge des Drehbuchs verwendete. Er erhielt Drehgenehmigungen im Zürcher Stadtteil Kreis 4 und vergab Nebenrollen an lokale Laiendarsteller wie Bauarbeiter, Sexarbeiterinnen und Kneipenwirte. Insgesamt arbeitete der Filmemacher etwa drei Jahre lang an dem Film und gründete dafür die Produktionsfirma Milieu Pictures. Aufgrund des geringen Budgets beschränkten sich die Dreharbeiten auf 20 Tage.
Die Schweizer Premiere war an den Solothurner Filmtagen 2019 und der Büezer lief am 12. September in den Kinos an. Die Deutschland-Premiere fand im selben Jahr auf den Internationalen Hofer Filmtagen statt. Der Büezer wurde für mehrere Filmpreise nominiert, darunter für den Prix du Soleure (Jurypreis) der Solothurner Filmtage, Joel Basman in der Kategorie bester Schauspieler in einer Hauptrolle für den Deutschen Schauspielpreis 2020, sowie in drei Kategorien für den Schweizer Filmpreis 2020. Cecilia Steiner gewann davon die Auszeichnung für die beste Nebenrolle.
Kaufmann lebt in Zürich.

## Filmografie (Auswahl)

### Spielfilme
- 2019: Der Büezer

### Kurzfilme
- 2016: An Ode To Music
- 2015: Wir sind gehörlos, wir sind stolz
- 2014: Suche nach Liebe
- 2014: Pour Jésus
- 2013: Kingdom
- 2011: Slanzi und Jonathan

## Auszeichnungen
(Quellen:)

### Der Büezer

#### Auszeichnung
- 2020: Schweizer Filmpreis: Cecilia Steiner ausgezeichnet für die beste Nebenrolle

#### Nominierungen
- 2020: Deutscher Schauspielpreis: Joel Basman nominiert für den besten Schauspieler in einer Hauptrolle
- 2020: Schweizer Filmpreis: Joel Basman nominiert für den besten Darsteller
- 2020: Schweizer Filmpreis: Andrea Zogg nominiert für die beste Nebenrolle
- 2019: Solothurner Filmtage: nominiert für den Prix de Soleure